# Dimitris Christoulas
Dimitris Christoulas (n. 1935 - d. 4 aprilie 2012, Atena, Grecia) a fost un farmacist și pensionar grec care s-a sinucis în Piața Syntagma din Atena pe 4 aprilie 2012.

## Biografie
Dimitris Christoulas, s-a născut în 1935, în vârstă de 77 de ani la momentul morții sale, era un farmacist pensionat care și-a vândut farmacia în 1994 și se confruntase atât cu probleme financiare, cât și de sănătate, inclusiv cu dificultăți de a-și plăti medicamentele, când guvernul grec a luat măsuri de austeritate pentru tăierea pensiei. Înainte de moarte, el a postat un panou în afara apartamentului său pe care scria: „Nu pot plăti, nu voi plăti”, iar ultimele sale cuvinte înainte de a se împușca au fost „Nu mă sinucid, ei mă ucid”.

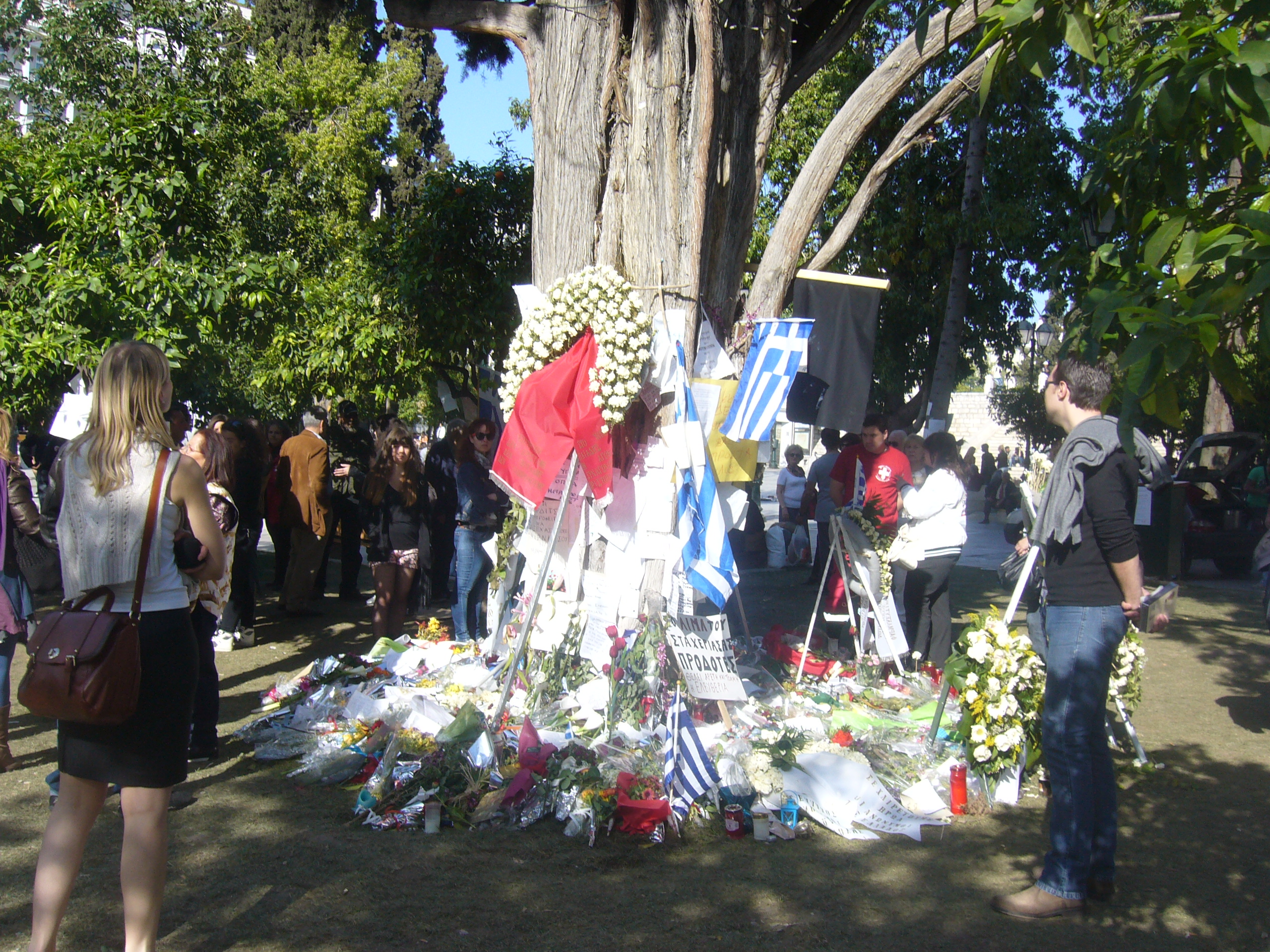
Arborele în care Dimitris Christoulas s-a sinucis, O mulțime de note, coroane și steaguri grecești (Piața Syntagma din Grecia, duminică, 8 aprilie 2012)

Dimitris Christoulas a fost o persoană politică activă. Potrivit acelorași surse, era un om blând, cult.
Înmormântarea seculară a avut loc pe 7 aprilie în Primul Cimitir din Atena, în timp ce trupul său, așa cum era ultima sa dorință, a trebuit să fie mutat în Bulgaria pentru a fi incinerat, incinerarea a fost legală în Grecia din 2006, dar încă nu a fost pus la dispoziție.

## Viața personală
El a divorțat și i-au rămas fosta soție și o fiică, Emi Christoulas, care a vorbit la înmormântarea sa. După cum se știe din mărturia fiicei sale și a vecinilor, spun că este un om bun, blând, cult și o persoană activă.

## Decesul
Dimitris Christoulas s-a sinucis pe 4 aprilie 2012 la Piața Syntagma în Atena, Grecia. 
Christoulas a lăsat în urmă, un bilet de adio:
„Guvernul Tsolakoglou (Guvernul de ocupație colaboraționist înființat după invazia Germaniei naziste a Greciei în timpul celui de-al Doilea Război Mondial) a anihilat toate urmele pentru supraviețuirea mea, care se baza pe o pensie foarte demnă pe care singur am plătit-o timp de 35 de ani fără ajutor de la stat. Și, din moment ce vârsta mea înaintată nu-mi permite un mod de a reacționa dinamic (deși dacă un coleg grec ar lua un Kalașnikov, aș fi chiar în spatele lui), nu văd altă soluție decât acest sfârșit demn al vieții mele, așa că nu mă trezesc pescuind prin coșurile de gunoi pentru întreținerea mea. Cred că tinerii fără viitor, într-o zi, vor lua armele și vor spânzura trădătorii acestei țări în Piața Syntagma, la fel cum i-au făcut italienii lui Mussolini în 1945″.